# 大阪芸術花火
大阪芸術花火（おおさかげいじゅつはなび）は、大阪府泉佐野市にある「りんくう公園マーブルビーチ」で開催される花火大会。
2024年に「大阪湾りんくう芸術花火」から「大阪芸術花火」へ名称が変更された。

## 概要
2022年に1回目を開催。
日本の伝統的な花火と音楽をシンクロさせた新しい「芸術花火」を創造するイベント。
大阪湾に面するりんくう公園は、関西国際空港の対岸に位置し、日本の夕日百選に選ばれた美しいサンセットが望める絶好のロケーション。夕日が沈んだ後には、水平線に打ち上がる豪華絢燗な花火と台船を用いた「水上演出」が繰り広げられ、ここでしか観られない多彩な演出を楽しむことができる。日本最高峰の花火師たちが集結し、ノンストップ約50分の音楽とシンクロした花火ショー「グレートスカイアート」が夜空を彩る。
「音楽」と「花火」を掛け合わせた花火エンターテインメントの先駆けである『芸術花火』シリーズは、2012年に北海道札幌市モエレ沼公園で実施された『モエレサマーフェスティバル』から始まり、2014年に同公園で実施された『モエレ沼芸術花火』で『芸術花火』として確立した。

## 見どころ
対空時間、残存光を計算に入れ、30分の1秒単位でコントロールされる花火は音楽のリズム・メロディー・楽器・歌詞・ボーカルに合わせて演出。男女や世代を問わず愛される名曲と相まって深い感動のひとときを堪能できる。

## 大会概要[1][2][3]
- 2022年11月5日(土)泉佐野市・田尻町にて初開催
- 2023年11月4日(土)2023年泉佐野市制75周年を記念して「大阪湾りんくう芸術花火2023」　として開催される
- 2024年11月2日(土)台風のため中止

## セットリスト

### 2022年
１.ジャネット・ジャクソン/トゥゲザー・アゲイン(1997年)
２.Official髭男dism/Amazing(2019年)
３.Aimer・幾田りら・milet/おもかげ(produced by Vaundy)(2021年)
４.ジョン・バディステ/REEDOM(2021年)
５.トータス松本/大阪のオッサンブギ(2012年)
６.DREAMS COME TRUE/大阪LOVER(2007年)
７.Giancarlo ChiaramelloLuciano Pavarottiナショナル・フィルハーモニー管弦楽団/`O sole mio(Arr.Chiramello)(1979年)
８.シーア/Snowman(2017年)
９.鷲巣詩郎/Paris(2021年)
10.サザンオールスターズ/LOVE AFFAIR 〜秘密のデート(1998年)
11.あいみょん/裸の心(2020年)
12.MISIA/INTO THE LIGHT(2001年)
13.ザ・ビートルズ/ザ・ロング・アンド・ワインディング・ロード2009(1970年)

### 2023年
１.サザンオールスターズ/イエローマン 〜星の王子様〜(2018年)
２.JUJU/STAYIN' ALIVE(2020年)
３.Ed Sheeran/Shivers(2021年)
４.AI/WORLD DANCE feat.ちゃんみな(2023年)
５.Rihanna/Love On The Brain(2016年)
６.Sarah Brightman/Nessun Dorma(1998年)
７.Vaundy/CHAINSAW BLOOD(2023年)
８.Oasis/ドント・ルック・バック・イン・アンガー(1995年)
９.Ado/唱(2024年)
10.millennium parade × Belle/U(2021年)
11.Beatles/Oh!Darling-Remastered2009(1969年)
12.ウルフルズ/僕の人生の今は何章目ぐらいなんだろう(1999年)
13.あいみょん/愛の花(2024年)